# Вазарели, Виктор
Викто́р Вазарели́ (фр. Victor Vasarely; 1906—1997), при рождении Дьёзё Ва́шархейи (венг. Vásárhelyi Győző) — французский художник, график и скульптор венгерского происхождения, ведущий представитель направления «оп-арт». Сын — художник Жан-Пьер Ивараль.

## Жизнь и творчество
- 1925 — окончил школу.
- 1927 — поступил в художественную академию Польдини-Волькман в Будапеште.
- 1928 — учёба в ателье «Мюхей» в Будапеште.
- конец 1920-х — учился в Баухаузе у Шандора Бортника и Ласло Мохой-Надя.
- 1930 — женился и переехал в Париж[5].
- 1930—1940 — работал в различных французских рекламных агентствах рисовальщиком и графиком.
- 1944 — начал работать в жанре живописи.
- 1947 — художественный период «Бель-Иль», мастер работал с круглыми и эллипсоидными формами.
- 1948 — переезд в Горд (департамент Воклюз), художественный период «Горд-Кристалл»; картины художника двузначны, мастер много работал над перспективой и объёмом пространства.
- 1951 — период «Денфер».
- 1955 — написал «Жёлтый манифест» (фактически, программа «оп-арта»); кинетический период творчества, архитектонические работы, создал эскизы для ковров, участвовал в оформлении в киноиндустрии, сериграфии.
- 1961 — переехал из Аркюля в Анет-сюр-Марн.
- 1969 — присуждено звание профессора в Высшей школе прикладного искусства в Будапеште. В будапештском дворце Зичи работает музей Виктора Вазарели.

## Награды, призы и премии
- 1955 — премия Художественных критиков, Брюссель; Золотая медаль Милана; Международный приз живописи Венесуэлы.
- 1964 — Гуггенгейм-премия, Нью-Йорк.
- 1965 — произведён в рыцари Ордена Искусств и Литературы при министерстве культуры Франции.
- 1965 — Большой Приз на VI Международной графической выставке в Любляне; Большой Приз на VIII Биеннале искусств в Сан-Паулу.
- 1965 — Золотая медаль Общества содействия искусства и индустрии, Париж.
- 1966 — присвоено звание почётного гражданина Нового Орлеана (Луизиана, США).
- 1966 — Премия на I Международной биеннале графики, Краков.
- 1966 — Золотая медаль на II международном симпозиуме эстетики, Римини.
- 1967 — приз министра международных дел Японии на IX Токийской биеннале.
- 1967 — премия в области живописи института Карнеги, Питтсбург (США).
- 1968 — премия «Престиж дю Папир».
- 1969 — I премия на II Международной биеннале графики в Кракове.
- 1969 — Первая «Золотая палитра» на международном Фестивале живописи, Канн-сюр-Мер (Франция).
- 1970 — открытие фонда-музея Вазарели в Горде.

## Избранные работы

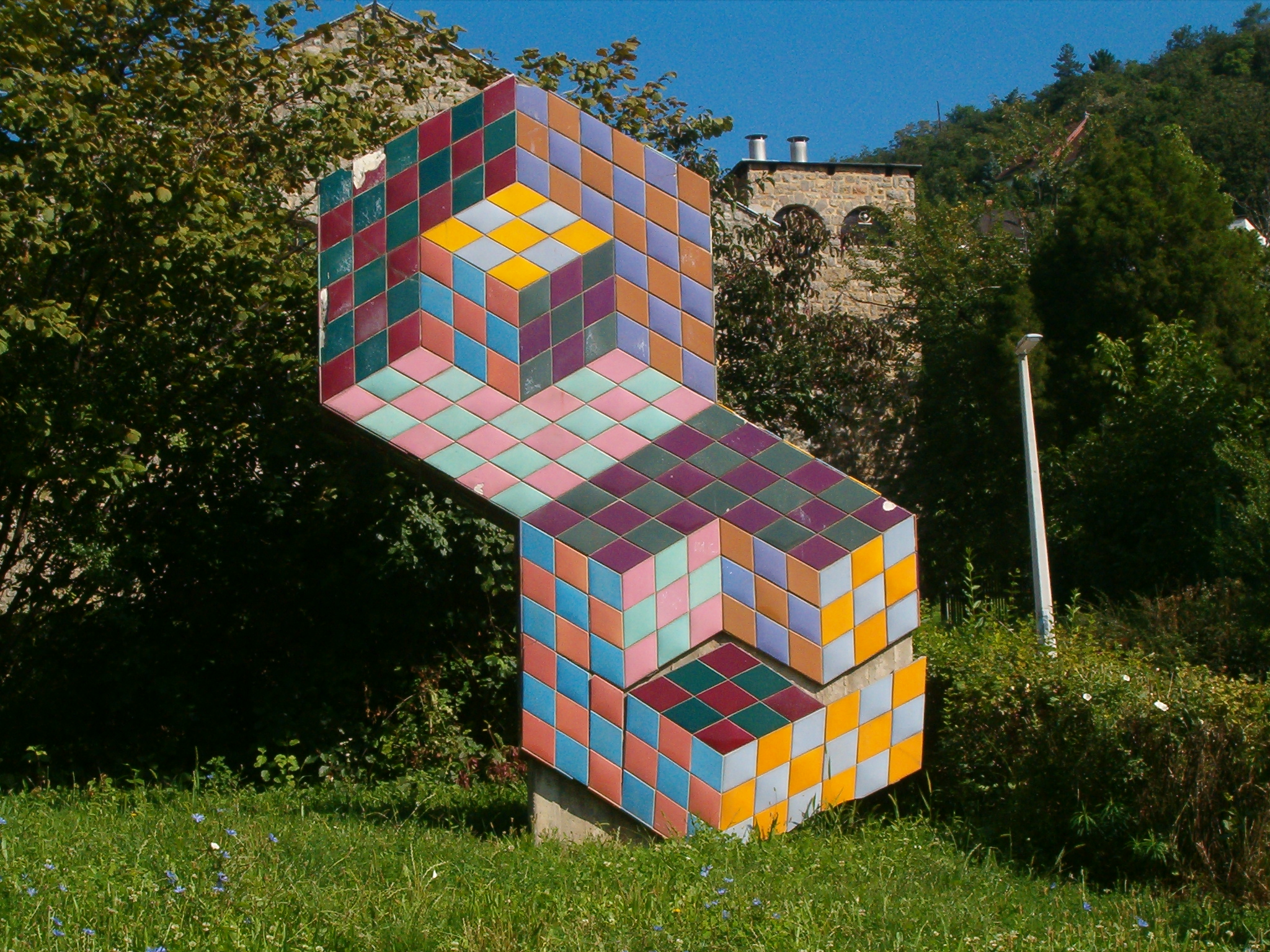
Скульптура в родном городе Пече

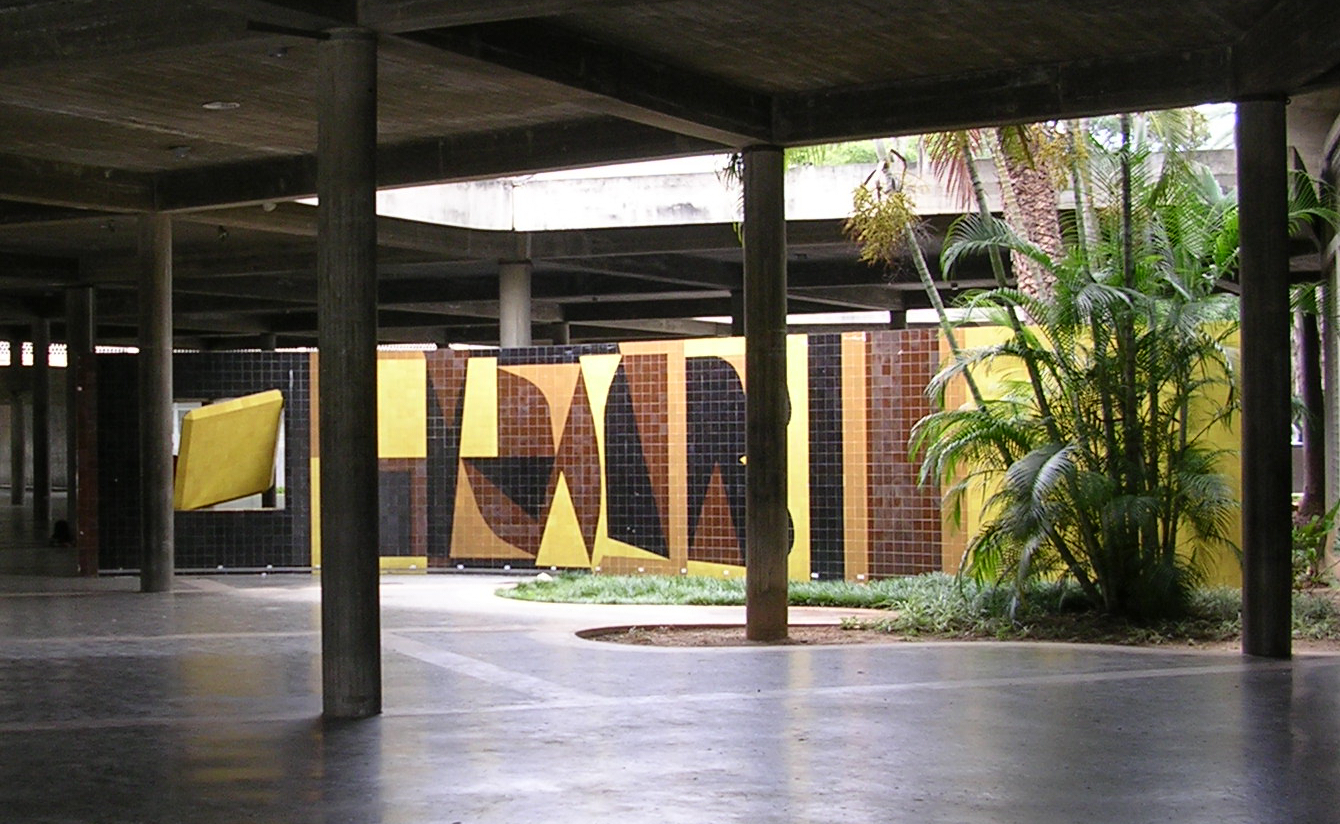
«Дань Малевичу», Венесуэла

- «Букк» 1953 Брюссель, собрание Хониво
- «Донан II» 1951 Копенгаген, Государственный музей искусств
- «Оур» 1956 Дания, собрание Крестенсен
- «Дарджилинг» 1952-53 Вена, Музей XX-го столетия
- «Иол» 1952-59 Скопье, Городской музей
- «Бхопал» 1949 Льеж, Музей искусств
- «Кандагар» 1951 Нью-Йорк, Музей современного искусства Соломона Гуггенхайма
- «Бель-Иль» 1949-50 Нью-Йорк, собрание Бетти Парсонс
- «Миндоро-II» 1954-56 Париж, Музей современного искусства
- «Минданао» 1955 Буффало, галерея Оллбрайт-Нокс
- «Ондо» 1960 Нью-Йорк, Музей современного искусства
- «Таймыр» 1958 Роттердам, музей Бойманс
- «Эридан-III» 1956 Детройт, Институт искусств
- «Тлинко-II» 1956 Базель, Художественный музей
- «Арктур» 1964-65 Нью-Йорк, собрание Хиршхорн
- «Бирюза-III» 1965 Амстердам, Стеделийк- музей
- «Зетт» 1966 Монреаль, Музей современного искусства
- «Вега-JG» 1967 Нью-Йорк, собрание Джеймса Г.Кларка
- «Сапфир-Z» 1966 Лозанна, собрание Эсселье
- «Калота МС» 1967 Кёльн, Музей Людвига Вальраф-Рихарца